# 장제원
장제원(張濟元, 1967년 4월 13일~ 2025년 3월 31일) 대한민국의 교육자, 대학 교수 출신 정치인이였으며, 제18·20·21대 국회의원이였다. 정계 입문 전에는 동서대학교, 경남정보대학 방송영상과 교수, 부산디지털대학교 부총장 등을 역임했다. 2024년부터는 국립한국해양대학교 해양행정학과 석좌교수였다.

## 생애
학교법인 동서학원으로 동서대학교, 부산디지털대학교, 경남정보대학교 등 사학법인을 운영한 장성만의 차남이다. 아버지 장성만은 민주정의당 소속으로 국회부의장을 지냈다. 형은 현재 동서대학교의 총장을 지내고 있는 장제국이다. 장제원은 부산에서 출생하였다. 서울에서 여의도중학교, 여의도고등학교를 졸업하고, 중앙대학교 신문방송학과와 중앙대학교 신문방송대학원을 졸업하였다. 뉴라이트부산연합 공동대표를 역임했다. 병역은 공군이고 상병으로 전역했다. 그는 종합편성채널의 시사프로그램에 패널로 자주 출연하였다. 2008년 이명박 대통령 당선자의 대통령직인수위원회에서 활동했다.
2008년 제18대 국회의원 선거에서 부산 사상구의 한나라당 후보로 당선되어 제18대 국회의원을 지냈다.  2012년 제19대 국회의원 총선 때는 불출마하였다. 2016년 제20대 국회의원 총선거에서 부산 사상구 새누리당 공천을 신청하였으나, 낙천하자 탈당하고 무소속으로 출마하여 당선되었다. 2016년 12월 박근혜-최순실 게이트를 주동하여 민주당과 합세 박근혜 대통령 탄핵를 계기로 새누리당을 탈당하여 바른정당에 입당했으나, '보수단일화를 통해 정권 창출을 하기 위해' 2017년 5월 바른정당을 탈당했다. 21대 총선을 앞두고 사상구에서 미래통합당 후보로 다시 출마했으며, 선거 결과 3선에 성공했다. 
2024년 제22대 총선을 앞두고는 국회의원 불출마를 선언했다. 이후 2025년, 장제원은 비서에 대한 성폭행 혐의가 폭로되었으며 이로 인해 
국민의힘에서 탈당했다. 
2025년 3월 31일, 서울특별시 강동구 한 오피스텔에서 숨진 채 발견되었다.

## 학력
- 동래국민학교(졸업)
- 여의도중학교(졸업)
- 여의도고등학교(졸업)
- 중앙대학교 신문방송학(학사)
- 중앙대학교 신문방송대학원 언론학(석사)

## 경력
- 동서대학교 미디어센터 소장
- 동서대학교 종합홍보실장
- 2001년 ~ 경남정보대학 첨단전략산업학부 방송영상과 교수
- 2001년 ~ 2003년 KNN 영상문화원 원장
- 사) 사상구 장애인협회 상임고문 역임
- 사) 사상구 청년연합회 명예회장 역임
- 2002년~2005년 동서학원 경남정보대학 수석부학장
- (주) 동서필름 대표이사
- 부산국제영화제 후원회 운영위원장
- 2004년 부산광역시 양궁협회 회장
- 부산디지털대 대학발전기획평가단 단장
- 2005년 부산국제영화제 주관AFA 운영위원
- 2007년 동서학원 경남정보대학 학장 직무대행 역임
- 2007년 대통령직 인수위원회 상임자문위원, 사회교육문화분과위
- 부산청년연합회 고문
- 2012년~2015년 동서학원 부산디지털대학교 부총장
- 부산광역시 양궁협회 회장
- 부산국제영화제 집행위원
- 부산디지털대학교 대학발전기획평가단 단장
- 부산국제영화제 후원회 운영위원장
- KIT 사랑의 봉사센터 센터장
- 2008년 1월~2008년 2월: 이명박 대통령직인수위원회 상임자문위원
- 2008년 1월~2008년 2월: 이명박 대통령직인수위원회 사회교육문화분과위원회 상임자문위원
- 2008년 4월 9일: 대한민국 제18대 국회의원 선거 당선(부산 사상구, 한나라당, 초선)
- 2008년 5월~2012년 5월: 제18대 국회의원(부산 사상구, 한나라당, 초선)
  - 2008년 6월~2010년 5월: 제18대 국회 전반기 정치개혁특별위원회 위원
  - 2008년 8월~2010년 5월: 제18대 국회 전반기 행정안전위원회 위원
  - 2009년 6월~2010년 6월: 제18대 국회 전반기 국회운영위원회 위원
  - 2010년 6월~2012년 5월: 제18대 국회 후반기 국토해양위원회 위원
- 2008년~2012년: 한나라당·새누리당 부산광역시당 사상구 당원협의회 위원장
- 한나라당 사이버테러대책 TF 위원
- 중앙선거관리위원회 인사청문특별위원회 위원
- 한나라당 부산광역시당 대외협력위원회 위원장
- 한나라당 부산광역시당 당원자격심사위원회 위원
- 2009년 6월: 한나라당 원내부대표
- 2012년 6월~2015년 11월: 부산디지털대학교 부총장
- 2016년 4월 13일: 대한민국 제20대 국회의원 선거 당선(부산 사상구, 무소속, 재선)
- 2016년 5월~2020년 5월: 제20대 국회의원(부산 사상구, 무소속→새누리당→무소속→바른정당→무소속→자유한국당→미래통합당, 재선)
  - 2016년 6월~2017년 7월: 제20대 국회 전반기 안전행정위원회 위원
  - 2017년 7월~2018년 5월: 제20대 국회 전반기 행정안전위원회 위원
  - 2016년 6월~2018년 5월: 제20대 국회 전반기 예산결산특별위원회 위원
  - 2016년 7월~2016년 12월: 제20대 국회 저출산고령화대책특별위원회 간사
  - 2017년 12월~2018년 5월: 제20대 국회 전반기 재난안전대책특별위원회 위원
  - 2017년 12월~2018년 12월: 제20대 국회 전·후반기 국회운영위원회 위원
  - 2018년 1월~2018년 6월: 제20대 국회 전반기 사법개혁특별위원회 간사
  - 2018년 7월~2019년 5월: 제20대 국회 후반기 법제사법위원회 위원
  - 2018년 7월~2019년 5월: 제20대 국회 후반기 예산결산특별위원회 간사
  - 2018년 7월: 제20대 국회 대법관(김선수·이동원·노정희) 임명동의에 관한 인사청문특별위원회 위원
  - 2018년 10월~2019년 8월: 제20대 국회 후반기 정치개혁특별위원회 위원
  - 2019년 7월~2020년 5월: 제20대 국회 후반기 예산결산특별위원회 위원
- 2016년 6월~2016년 12월: 새누리당 부산광역시당 사상구 당원협의회 위원장
- 2016년 9월~2016년 12월: 새누리당 저출산고령화대책특별위원회 위원장
- 2017년 1월~2017년 2월: 바른정당 대변인
- 2017년 1월~2017년 2월: 바른정당 부산광역시당 위원장
- 2017년 5월~2018년 2월: 자유한국당 부산광역시당 사상구 당원협의회 위원장
- 2017년 10월: 자유한국당 정치보복대책특별위원회 부위원장
- 2017년 11월~2018년 6월: 자유한국당 수석대변인
- 2017년 12월: 자유한국당 중앙직능위원회 상임전국위원, 제3본부장
- 2018년 5월~2018년 6월: 제7회 전국동시지방선거 자유한국당 중앙선거대책위원회 대변인
- 2018년 12월~2020년 2월: 자유한국당 부산광역시당 사상구 당원협의회 위원장
- 2019년 3월: 자유한국당 좌파독재저지특별위원회 부위원장
- 2020년 2월~2020년 9월: 미래통합당 부산광역시당 사상구 당원협의회 위원장
- 2020년 3월~2020년 4월: 제21대 국회의원 선거 미래통합당 부산광역시당 2020 통합 선거책위위원회 공동선거대책본부장 겸 홍보방송유세본부장
- 2020년 4월 15일: 대한민국 제21대 국회의원 선거 당선(부산 사상구, 미래통합당, 3선)
- 2020년 5월~2024년 5월: 제21대 국회의원(부산 사상구, 미래통합당→국민의힘, 3선)
  - 2021년 12월~2022년 4월: 제21대 국회 전반기 법제사법위원회 간사
    - 2021년 12월~2022년 4월: 제21대 국회 전반기 법제사법위원회 법안심사제2소위원회 위원장
    - 2021년 12월~2022년 4월: 제21대 국회 전반기 법제사법위원회 청원심사소위원회 위원장

  - 2022년 4월~2022년 5월: 제21대 국회 전반기 법제사법위원회 위원
  - 2022년 5월~2022년 5월: 제21대 국회 전반기 행정안전위원회 위원
  - 2022년 7월~2022년 12월: 제21대 국회 후반기 행정안전위원회 위원
    - 제21대 국회 후반기 행정안전위원회 청원심사 소위원회 위원장

  - 2023년 1월~2023년 5월: 제21대 국회 후반기 행정안전위원회 위원장
  - 2023년 5월~2024년 5월: 제21대 국회 후반기 과학기술정보방송통신위원회 위원장
- 부산혁신포럼 상임고문
- 2020년 7월~2024년 5월: 국민통합포럼 구성의원
- 2020년 7월~2024년 5월: 대한민국 미래혁신포럼 대표의원
- 2020년 7월~2024년 5월: 국회수소경제포럼 구성의원
- 2020년 9월: 국민의힘 호남 동행 국회의원 발대식 명예의원(광주광역시)
- 2020년 9월~2024년 1월: 국민의힘 부산광역시당 사상구 당원협의회 위원장
- 2021년 7월~2021년 9월: 제20대 대통령 선거 국민의힘 윤석열 대통령 경선후보 국민캠프 종합상황실 총괄실장
- 2022년 1월~2022년 3월: 제20대 대통령 선거 국민의힘 부산 살리는 선거대책위원회 선거대책위원장단 공동선거대책위원장
- 2022년 3월~2022년 5월: 대한민국 제20대 대통령 당선인 비서실 비서실장
- 2022년 5월~2022년 6월: 제8회 전국동시지방선거 국민의힘 부산광역시당 선거대책위원회 공동선대위원장
- 2022년 6월: 윤석열 대통령 아랍에미리트 특사
- 2024년 8월 1일~2025년 3월 31일: 국립한국해양대학교 해양행정학과 석좌교수
- 2025년 3월 5일 성폭행 혐의 피소로 인해 국민의힘 탈당

## 저서
- 《사람과 미디어》 (효민출판사, 2006)

## 전과
- 무고: 벌금 300만 원 - 1999년 9월 14일 선고[6]

## 수상
- 남녀고용평등 노동부장관 표창
- 국회 입법 및 정책개발 우수의원 선정
- 산학협력우수유공자 교육인적자원부 장관 표창
- 장애인 재활자립 및 복지증진 기여 부산광역시장 표창
- 2008년 국정감사 NGO 모니터단 국정감사 우수의원
- 2009년 국정감사 NGO 모니터단 국정감사 우수의원
- 2016년 국정감사 NGO 모니터단 국정감사 우수의원

## 논란

### 국정감사 고압적 태도 논란
2008년 10월13일 김석기 당시 서울지방경찰청장 등을 대상으로 같은 해 초여름을 뜨겁게 달궜던 광우병 촛불집회 참석자들에 대한 경찰의 과잉진압과 집회 참석자 수사 문제 등을 다룬 국회 행정안전위원회(현 안전행정위원회) 국정감사에서 참고인을 상대로 고함치면서 설명을 하려고 하면서 '묻는 말에만 답하라'고 고압적인 태도를 취하여 하여 논란이 되었다.
국정감사 때 장제원 의원은 경찰의 촛불집회 수사에 대한 당위성을 주장하며 유모차부대의 집회 당시 영상을 공개했다. 그러면서 “(유모차부대가) 도로를 완전히 점령하고 있다. 일찍 해산했다고 얘기하고 있지만 밤이다. 밤에 도로를 완전히 점령하고 있다”고 설명했다. 장혜원 씨가 이 설명에 대해 반박하면서 “끝까지 들어주세요”라고 하자 장 의원은 “아니오, 끝까지 들을 마음이 없습니다”라고 말하면서 장씨가 “처음에 화면을 보면 해가 지고 있었다. 해가 져서 해산을 했다”고 설명하자 장 의원은 듣지 않고 바로 “자, 두 번째 질문이다”라며 말을 끊은 뒤 “참고인, 묻는 말에 대답하세요”라고 고함을 질렀다. 그리고 또 장제원 의원은 “유모차 불법시위가 빗나간 모정임을 국민들이 충분히 납득하리라 믿는다”라고 말하자. 이에 장혜원씨가 “통제된 도로에서 경찰서장 허락 하에”라고 설명하려고 하자 장 의원은 “말을 하지 마세요”라고 다시 소리쳐 행정안전위원장의 제지를 받았다.

### 아들 장용준 성매매 시도 논란
2017년 2월 10일 장제원의 아들 노엘(NO:EL, 장용준)이 Mnet에서 방영된 고등래퍼에 출연하면서 성매매 논란에 휩싸였다.  SNS의 한 종류인 트위터를 통해 소위 '조건 만남'을
하고 다녔다는 의혹이 제기됐다.
2월 11일, 12일에 걸쳐 장용준의 아버지 장제원은 페이스북을 통해 사과문을 올렸고, 바른정당 대변인직, 부산시당위원장직에서 사퇴하겠다고 밝혔다.
결국, Mnet은 2월 13일 자필 사과문을 공개하고, 장용준은 사과문을 통해 죄송한 심정을 밝히고 성매매를 한 적은 없다고 밝혔다.

### '미친개는 몽둥이가 약이다' 경찰 비하 발언
울산경찰청 지능범죄수사대는 2018년 3월 16일 자유한국당 소속 울산시장인 김기현의 측근 비리를 포착해 울산시청을 압수수색하고, 김기현 동생에 대한 체포영장을 발부받아 수사에 착수했다. 그에 대해 장제원 자유한국당 수석대변인은 2018년 3월 22일 논평을 내고 경찰을 겨냥해 "정권의 사냥개가 광견병까지 걸려 정권의 이익을 위해서라면 닥치는 대로 물어뜯기 시작했다. 미친개는 몽둥이가 약이다" 등의 원색적인 비난을 쏟아냈다. 이에 대해 여론이 싸늘해 지자 장제원은 2018년 3월 28일 자신의 페이스북에서 논란이 된 논평에 대해 '경찰 전체가 아닌 울산경찰청장을 비롯한 일부 정치 경찰을 명시한 것'이라고 해명하며 '권력을 추종하는 정치경찰들을 반드시 추방해야 한다'고 재차 주장했다.

### 가족소유 대학 예산 확대개입 이해충돌 논란
장제원 의원은 국회 예산결산특별위원회 한국당 간사로 활동하면서 일가가 운영하는 대학 지원 관련 예산 확대에 간여한 것이 논란이 되고 있다. 국회 회의록에 따르면 장제원 의원은 국회 예결특위 예산안조정소위에서 박백범 교육부 차관에게 "역량강화대학이 몇 개냐"고 물었다. 교육부는 지난해 8월 대학기본역량진단을 통해 30개 대학을 역량강화대학으로 지정했다. 이는 입학 인구에 대비해 대학 수를 줄이기 위해 진행하는 평가로 역량강화대학에 속한 4년제 대학은 정원을 10% 감축하는 등 자활방안을 만들어야 지원금을 받을 수 있다. 장 의원의 형 장제국씨가 운영하는 동서대도 여기에 포함돼 있다. 장제원 의원은 교육부 차관에게 "역량강화대학은 자율대학으로 살린다면서요. 살리는 겁니까, 죽이는 겁니까"라며 "18개 대학은 어떻게 할 건가. (예산결산) 소소위까지 조정해 오라"고 다그쳤다. 이후 1개 대학당 지원금을 기존 19억원에서 평균 23억원으로 4억원가량 상향 조정했고 이에 따라 동서대는 4억원의 예산 수혜를 얻었다.

### 아들 장용준의 음주운전
2019년 9월 7일 서울 마포경찰서에 따르면 장용준은 이날 오전 2∼3시 사이 마포구에서 음주 상태로 차를 몰다가 오토바이와 충돌하는 사고를 냈다. 음주측정 결과 장용준의 혈중알코올농도는 0.08％ 이상으로 면허취소 수준이었던 것으로 확인됐다. 사건직후 신고를 받고 경찰이 현장에 도착했을 때는 음주를 하지 않은 제3자가 나타나 본인이 운전을 한 것이라고 주장했고, 장용준도 처음에는 본인이 운전하지 않았다고 진술했으나, 장용준의 모친이 변호인과 함께 경찰서를 찾아와 아들이 음주운전을 했다고 뒤늦게 혐의를 인정해 '운전자 바꿔치기' 시도 논란이 일고 있다. 또, 사고 피해자인 오토바이 운전자 A 씨는 경찰에서 "사고 직후 장용준이 아버지가 국회의원이라며 1천만 원을 줄 테니 합의하자"고 말했다는 취지로 진술한 것으로 드러나 장용준이 피해자 회유를 시도했다는 논란도 일고 있다. 이 사건으로 장제원 의원이 2008년 도로교통법 개정안 발의 때 언급했던 “음주운전자의 손에 맡겨진 자동차는 더 이상 이동수단이 아닌 일종의 살인도구나 마찬가지”라며 “현행 처벌조항은 운전자 자신은 물론 무고한 시민의 생명마저 위협하는 음주운전의 중대성에 너무 가볍다. 이번 법안이 꼭 통과돼서 불특정 다수의 생명을 위협하는 범죄행위인 음주운전이 근절되도록 해야 한다”는 내용이 재조명되기도 했다.
아들의 음주운전 논란에 대해 장제원은 자신의 페이스북에 "아버지로서 마음이 아프다. 용준이가 자신의 잘못을 깊이 뉘우치고 새롭게 태어나는 계기가 되길 바란다"면서 "어떤 벌이든 나라가 주는 벌을 받고 나면, 법을 잘 지키는 평범한 시민으로 살아갈 수 있도록 보살피겠다"고 글을 올렸다.

## 가족 관계
- 아버지: 장성만(張聖萬, 1932년 11월 2일~2015년 12월 6일)
- 어머니: 박동순(1939년~)
  - 형: 장제국(張濟國)
- 아들: 노엘(장용준, 2000년 5월 30일~)

## 대중 매체
- TV조선 《장제원의 시사특급》
- 정치평론가(TV조선, MBN, 채널A, YTN 고정출연)

## 역대 선거 결과
|  | 45.48% |

|  | 37.50% |

|  | 52.03% |

## 소속 정당
| 소속 정당 | 소속 정당  | 소속 기간 | 비고      |
| --------- | ---------- | --------- | --------- |
|           | 한나라당   | 2008~2012 | 정계 입문 |
|           | 새누리당   | 2012~2016 | 당명 변경 |
|           | 무소속     | 2016      | 합당      |
|           | 새누리당   | 2016      | 복당      |
|           | 무소속     | 2016~2017 | 탈당      |
|           | 바른정당   | 2017      | 창당      |
|           | 무소속     | 2017      | 탈당      |
|           | 자유한국당 | 2017~2020 | 복당      |
|           | 미래통합당 | 2020      | 합당      |
|           | 국민의힘   | 2020~2025 | 당명 변경 |
|           | 무소속     | 2025      | 탈당 사망 |

## 같이 보기
- 부산 사상구의 국회의원
- 사상구 (선거구)